# Friedrich Schneider (ski alpin)
Pour les articles homonymes, voir Friedrich Schneider et Schneider.
Friedrich Schneider, né en 1898 et mort en 1987, est un skieur alpin autrichien, également acteur dans des films de montagne.

## Biographie

### Origines
Friedrich Schneider est le frère du théoricien du ski alpin Hannes Schneider.

### Carrière
Friedrich Schneider fut le premier dirigeant de l'école de ski de  (en) (Arlberg), fondée en 1924.

## Palmarès
- 1928 : vainqueur de la première édition de la descente de l'Arlberg-Kandahar, à Sankt Anton

## Filmographie
- 1926 : La montagne sacrée, d'Arnold Fanck : Colli